# ایران در المپیک زمستانی ۱۹۶۴
ایران در بازی‌های المپیک زمستانی ۱۹۶۴ که در اینسبروک اتریش برگزار می‌شد با ۴ ورزشکار در رشته اسکی آلپاین حاضر شد.

## رشته‌ها و تعداد شرکت‌کنندگان
| ورزش        | مردان | زنان | مجموع |
| ----------- | ----- | ---- | ----- |
| اسکی آلپاین | ۴     | ۰    | ۴     |
| مجموع       | ۴     | ۰    | ۴     |

## نتایج با رویداد

### اسکی

#### آلپاین
مردان
| ورزشکار             | رویداد      | مقدماتی دور ۱  | مقدماتی دور ۱  | مقدماتی دور ۲ | مقدماتی دور ۲ | نهایی      | نهایی      | نهایی      | رتبه‌بندی |
| ورزشکار             | رویداد      | زمان           | رتبه           | زمان          | رتبه          | دور ۱      | دور ۲      | مجموع      | رتبه‌بندی |
| ------------------- | ----------- | -------------- | -------------- | ------------- | ------------- | ---------- | ---------- | ---------- | -------- |
| شاهزاده کریم آقاخان | مارپیچ کوچک | ۱:۱.۹۲         | ۶۷             | ۱:۰۱.۶۸       | ۳۰            | راه نیافت. | راه نیافت. | راه نیافت. | ۵۵       |
| شاهزاده کریم آقاخان | مارپیچ بزرگ |                |                |               |               | ۲:۱۳.۵۷    | ۲:۱۳.۵۷    | ۲:۱۳.۵۷    | ۵۳       |
| شاهزاده کریم آقاخان | اسکی سرعت   |                |                |               |               | ۲:۴۲.۵۹    | ۲:۴۲.۵۹    | ۲:۴۲.۵۹    | ۵۹       |
| فیض الله بندعلی     | مارپیچ کوچک | ۱:۰۵.۶۰        | ۵۶             | ۱:۰۳.۸۰       | ۳۷            | راه نیافت. | راه نیافت. | راه نیافت. | ۶۲       |
| فیض الله بندعلی     | مارپیچ بزرگ |                |                |               |               | ۲:۲۱.۰۵    | ۲:۲۱.۰۵    | ۲:۲۱.۰۵    | ۶۵       |
| فیض الله بندعلی     | اسکی سرعت   |                |                |               |               | ۲:۵۲.۴۴    | ۲:۵۲.۴۴    | ۲:۵۲.۴۴    | ۶۶       |
| لطف الله کیاشمشکی   | مارپیچ کوچک | ۱:۰۸.۴۷        | ۶۲             | دیسکالیفه     | دیسکالیفه     | راه نیافت. | راه نیافت. | راه نیافت. | —        |
| لطف الله کیاشمشکی   | مارپیچ بزرگ |                |                |               |               | ۲:۱۷.۱۱    | ۲:۱۷.۱۱    | ۲:۱۷.۱۱    | ۶۰       |
| لطف الله کیاشمشکی   | اسکی سرعت   |                |                |               |               | ۲:۵۰.۷۰    | ۲:۵۰.۷۰    | ۲:۵۰.۷۰    | ۶۵       |
| آوانس مگوئردونیان   | مارپیچ کوچک | به پایان نبرد. | به پایان نبرد. | ۱:۰۴.۳۸       | ۴۰            | راه نیافت. | راه نیافت. | راه نیافت. | ۶۵       |
| آوانس مگوئردونیان   | مارپیچ بزرگ |                |                |               |               | ۲:۱۹.۲۸    | ۲:۱۹.۲۸    | ۲:۱۹.۲۸    | ۶۴       |
| آوانس مگوئردونیان   | اسکی سرعت   |                |                |               |               | ۲:۵۷.۱۰    | ۲:۵۷.۱۰    | ۲:۵۷.۱۰    | ۶۹       |